# 1790 Волков
1790 Волков (енгл. 1790 Volkov) је астероид главног астероидног појаса са средњом удаљеношћу од Сунца која износи 2,237 астрономских јединица (АЈ).
Апсолутна магнитуда астероида је 12,5.